# 마르크 메시에
마르크 메시에(프랑스어: Marc Messier, 1947년 8월 16일~)는 캐나다의 배우이다.

## 작품 목록

### 영화
- 오메르타 2 (1997년)
- 르 스핑크스 (1995년)
- 솔로 (1991년)
- 아프리칸 나이츠 (1990년)